# Pavel Elsnic
Pavel Elsnic (* 21. února 1969) je český bývalý závodník na horském kole a v cyklokrosu. Je odchovancem lounské cyklistiky, kde začínal pod vedením trenéra Milana Chrobáka. Svou závodní kariéru začínal jako cyklokrosař ve Stadionu Louny. Později závodil za týmy AŠ Mladá Boleslav (do roku 1994), Diamond Back Katmar, Red Bull Fort v Lanškrouně (1996 - 1998), Česká spořitelna MTB Team (1999 - 2005). V současnosti působí společně se Stanislavem Hejdukem jako sportovní ředitel Factor Bike Teamu v Teplicích. Dosáhl dosud nejlepšího výsledku českých bikerů ve Světovém poháru MTB - v roce 1994 v australském Cairns získal 3. místo. Čtyřnásobný mistr ČR v cross country na horských kolech.

## Výsledky
- 1991: MS cyklokrosu, Gieten (Nizozemí) - 10. místo
- 1992: MČR v cyklokrosu, Hlinsko - 1. místo
- 1992: MS cyklokrosu, Leeds (Anglie) - 7. místo
- 1993: MČR v cyklokrosu, Brno - 1. místo
- 1993: MS cyklokrosu, Corva (Itálie) - 9. místo
- 1994: SP MTB - cross country, Cairns (Austrálie) - 3. místo
- 1997: MČR MTB - cross country, Most - 1. místo
- 1999: MČR MTB - cross country, Most - 1. místo
- 2001: MČR MTB - cross country, Teplice - 1. místo
- 2002: MS, Kaprun (Rakousko), MTB, cross country, 37. místo
- 2003: MS, Lugano (Švýcarsko), Elite, MTB, maraton, 44. místo
- 2003: MS, Lugano (Švýcarsko), Elite, MTB, cross country, 38. místo
- 2004: MČR MTB - cross country, Moravská Třebová - 1. místo